# Thiers-sur-Thève
Thiers-sur-Thève là một xã thuộc tỉnh Oise trong vùng Hauts-de-France phía bắc nước Pháp. Xã này nằm ở khu vực có độ cao trung bình 63 mét trên mực nước biển.